# Réalisme défensif
Le réalisme défensif est une théorie des relations internationales, dérivée du réalisme et du néoréalisme. Cette théorie trouve son fondement dans l'ouvrage de Kenneth Waltz intitulé Theory of International Politics, paru en 1979, où l'auteur affirme que la structure anarchique du système international encourage les États à maintenir des politiques modérées et réservées pour atteindre la sécurité nationale. En revanche, le réalisme offensif suppose que les États cherchent à maximiser leur pouvoir et leur influence pour atteindre la sécurité par la domination et l'hégémonie. Les réalismes défensif et offensif s'accordent sur le fait que la structure du système est la cause de la concurrence entre les États, cependant, le réalisme défensif affirme que les États recherchent d'abord la survie et donc la sécurité, ils maximisent donc leur sécurité, tandis que le réalisme offensif prétend que les États cherchent à avoir autant de pouvoir que possible et donc maximisent leur puissance.

## Principes fondamentaux

### Postulats
Les postulats sont :
1. Le système international est anarchique car il n'y a pas d'autorité centrale au dessus des États.
2. Les États possèdent des capacités offensives et sont tous capables d’utiliser la violence et d’endommager, voire de détruire un autre État.
3. Les États ne peuvent jamais être certains des intentions des autres États.
4. La motivation principale d'un État est la survie.
5. Les États réfléchissent à la manière de survivre dans le système international.

Selon les réalistes défensifs, les grandes puissances se préoccupent essentiellement des moyens leur permettant de survivre dans un monde où il n'y a pas d'autorité les protégeant les uns des autres. Pour eux, la structure internationale incite les États à maintenir l'équilibre des puissances existant. Maintenir leur puissance plutôt que de l'augmenter est le but principal des États.
Le néoréalisme défensif affirme que l'expansion agressive telle que promue par les néoréalistes offensifs bouleverse la tendance des États à se conformer à la théorie de l'équilibre des puissances, diminuant ainsi l'objectif principal de l'État, qu'ils soutiennent être la garantie de sa sécurité. Le réalisme défensif ne nie ni la réalité du conflit interétatique ni l'existence d'incitations à l' expansion de l'État, mais il soutient que ces incitations sont sporadiques plutôt qu'endémiques. Le néoréalisme défensif pointe vers des « modificateurs structurels », tels que le dilemme de sécurité et la géographie, et les croyances et perceptions de l'élite pour expliquer le déclenchement du conflit.

### Sécurité individuelle et sécurité de l'État
Les néoréalistes défensifs soulignent la déconnexion entre la sécurité individuelle et la sécurité de l'État, qu'ils estiment que les néoréalistes offensifs confondent. Les néoréalistes défensifs affirment que « les États ne sont pas aussi vulnérables que les hommes à l'état de nature » et que leur destruction est une tâche difficile et de longue haleine. Ils affirment que les États, en particulier les grandes puissances, peuvent se permettre d'attendre des preuves définitives d'attaque plutôt que d'entreprendre des frappes préventives ou de réagir de manière inappropriée à des menaces involontaires. Cet aspect est crucial. Il permet de surmonter, ou du moins de réduire, l'impact de l'une des principales théories du néoréalisme : le dilemme de sécurité.
Inventés par John H. Herz dans son ouvrage paru en 1951 intitulé Political Realism and Political Idealism, les néoréalistes défensifs estiment que le dilemme de la sécurité, tel qu'il a été développé par Robert Jervis dans Cooperation Under the Security Dilemma (1978), est défini par l'hypothèse selon laquelle l'équilibre entre l'attaque et la défense tend à favoriser les capacités défensives par rapport aux capacités offensives. Le déclenchement de la Première Guerre mondiale et les hostilités qui ont suivi sont couramment utilisés comme un exemple dans lequel les États ont cru à tort que les capacités offensives étaient supérieures à celles de la défense. Les néoréalistes défensifs soutiennent que, tout comme lors de la Première Guerre mondiale, la domination offensive tend à ne pas être soutenue par la réalité politique et militaire et qu'elle n'est en fait que perçue. Un élément clé de ce point de vue est que la géographie, selon les néoréalistes offensifs tels que John Mearsheimer, empêche généralement la projection de la puissance en raison des barrières naturelles que constituent les rivières, les montagnes, les déserts, les océans, les jungles, etc. Ces problèmes opérationnels et logistiques ne font qu'augmenter à mesure que la ou les zones d'opérations s'éloignent de l'agresseur.
En outre, les néoréalistes défensifs affirment que la capacité de deuxième frappe offerte par l'arsenal nucléaire d'un État ou de ses alliés inhibe la capacité de l'État agresseur à en conquérir un autre. Cette affirmation est utilisée comme preuve que les capacités défensives l'emportent en fin de compte sur les capacités offensives et qu'elles encouragent les États à adopter des politiques défensives et modérées. En effet, Robert Jervis affirme que lorsque le dilemme de sécurité penche en faveur de la défense, « l'anarchie internationale est relativement peu importante » car « les États du statu quo peuvent se rendre plus sûrs sans mettre gravement en danger les autres ».
Cela ne signifie pas pour autant que les néoréalistes défensifs nient l'existence de possibilités d'expansion de l'État, ni que les États ne devraient pas exploiter ces possibilités lorsqu'elles se présentent. Comme l'affirme Stephen Van Evera dans Causes of War : Power and the Roots of Conflict, les États qui souhaitent maintenir le statu quo doivent parfois devenir l'agresseur afin d'empêcher une agression ultérieure contre eux-mêmes ou leurs alliés, ce qui est particulièrement pertinent pour les États qui ne disposent pas de barrières géographiques protectrices, même s'ils appliquent des politiques favorisant le statu quo. Dans ce cas, le comportement d'équilibrage est entrepris plus brusquement, il est plus susceptible d'intimider d'autres États et des politiques offensives sont plus susceptibles d'être mises en œuvre. Les néoréalistes défensifs soutiennent toutefois qu'un équilibre offensif favorable est l'exception plutôt que la règle, et que l'agression et l'expansion inutiles sont autodestructrices et contreproductives.

### Perceptions et croyances des élites
Les néoréalistes défensifs affirment que les perceptions et les croyances des élites sont la clé du déclenchement des conflits entre les États. Avec la géographie et le dilemme de sécurité, les néoréalistes défensifs pensent que ces perceptions sont un modificateur structurel, une anomalie qui bouleverse l'équilibre du pouvoir, plutôt qu'une preuve de l'hypothèse néoréaliste offensive fondamentale selon laquelle la structure anarchique du système international encourage la sécurité par l'augmentation du pouvoir relatif des États. Ces perceptions se manifestent de plusieurs façons et sont souvent employées de manière irrégulière, ce qui intimide les autres États. Elles peuvent conduire les élites à gonfler les menaces afin de mobiliser des ressources et de promouvoir l'expansion ou, à l'inverse, empêcher les élites de reconnaître ou de rectifier leur déclin de pouvoir dans le système international en raison de la priorité accordée aux préoccupations nationales sur les préoccupations internationales.
Les perceptions des élites, en particulier lorsqu'elles sont dominées par des groupes tels que les militaires, qui se sont associés à d'autres groupes épousant une idéologie expansionniste, peuvent conduire à la sur-expansion d'un État. Cela se produit parce que les multiples groupes dominent un système très centralisé et que chacun met en œuvre ses objectifs souvent différents. Il est donc difficile, voire impossible, de limiter et d'équilibrer efficacement l'expansion. Malgré d'importants gains territoriaux, ceux-ci ne sont pas consolidés de manière efficace, la population n'est pas soumise ou intégrée au récit de l'État, les ressources ne sont pas exploitées efficacement et l'expansion rapide devient insoutenable. Si les élites se rendent compte de leur erreur, il est incroyablement difficile de rectifier leur grande stratégie en raison du récit vendu à la fois à ses propres membres et au grand public, ce qui condamne effectivement l'État à la défaite. L'expansion rapide de l'empire du Japon à partir des années 1930 et son effondrement ultérieur en sont un exemple.

## Critiques
L'une des principales critiques du réalisme défensif est la difficulté pour les États d'évaluer avec précision l'équilibre entre l'attaque et la défense. Cela est dû à l'incertitude de la guerre et au fait qu'à un niveau plus fondamental, l'équipement militaire utilisé pour faire la guerre est intrinsèquement ambigu. L'équipement n'est ni solidement défensif ni offensif par nature et son ambiguïté ne fait qu'augmenter à mesure que sa sophistication et ses capacités se développent. Cette situation est encore aggravée lorsque l'on considère les politiques, la stratégie et les relations des États. En fonction du contexte politique et de l'histoire, certains équipements militaire pourraient raisonnablement être déterminées comme étant à usage offensif ou défensif, quelle que soit la réalité.
Les critiques du réalisme défensif affirment que cette ambiguïté bien ancrée, même face à l'hypothèse réaliste selon laquelle les États réfléchissent de manière rationnelle et stratégique à la façon de survivre, est un risque trop grand pour que les États s'y risquent. Ils affirment que les États vont naturellement envisager le pire scénario pour assurer leur propre sécurité dans l'environnement d'« auto-assistance » qui, selon les réalistes, domine le système international anarchique. Ce point de vue est résumé par Stephen Walt : « Si les États ne peuvent pas mesurer l'équilibre entre l'attaque et la défense ou distinguer entre les capacités offensives et défensives, alors les États qui recherchent la sécurité ne peuvent pas échapper au dilemme de la sécurité et ne peuvent pas signaler leur intention pacifique de manière convaincante ». En supposant que le manque proposé de signaux clairs entre les États soit aussi répandu que les critiques du réalisme défensif le suggèrent, cela conteste clairement la validité du réalisme défensif.
Sur la base de l'ambiguïté entre l'attaque et la défense, il a également été suggéré qu'il est impossible d'évaluer avec précision le moment où un État a atteint un niveau satisfaisant de puissance relative. Cela peut se combiner avec des modificateurs structurels défavorables tels que la géographie pour contredire l'idée que les États peuvent se permettre d'attendre des signes définitifs d'attaque.
L'une des principales critiques du néoréalisme défensif affirme qu'il est incapable de théoriser et de faire des hypothèses sur les politiques d'États spécifiques comme le néoréalisme offensif peut le faire.